# Dalvíkurbyggð
Dalvíkurbyggð est une municipalité islandaise, à 250 kilomètres au nord-ouest de Reykjavik.

## Histoire
La municipalité de Dalvíkurbyggð a été créée en 1998 par la fusion de trois districts de l'Eyjafjörður :
- le district urbain de Dalvík (1392 habitants) ;
- le district rural de Litli-Árskógssandur (130 habitants), 9 km à l'est de Dalvík ;
- le district rural de Hauganes (137 habitants), 3 km au sud-est de Litli-Árskógssandur.

Le blason de Dalvíkurbyggð représente trois montagnes qui symbolisent l'union des trois districts.

## Démographie
La ville a connu une baisse de 7 % de sa population entre de 1997 et 2005.
| Date              | Population |
| ----------------- | ---------- |
| 1er décembre 1997 | 2076       |
| 1er décembre 2003 | 2025       |
| 1er décembre 2004 | 1946       |
| 1er décembre 2005 | 1927       |

## Personnes célèbres nées ici
- Gunnlaugur Lárusson
- Johann K. Petursson

## Jumelages
La ville de Dalvíkurbyggð est jumelée avec :
- Viborg (Danemark)
- Porvoo (Finlande)
- Hamar (Norvège)
- Lund (Suède)
- Ittoqqortoormiit (Groenland)